# En pension chez son groom
En pension chez son groom est une comédie-vaudeville en 1 acte d'Eugène Labiche, représentée pour la 1re fois à Paris au Théâtre du Palais-Royal le 2 février 1856.
Marc-Michel a collaboré à l'écriture.

## Distribution
| Acteurs et actrices ayant créé les rôles |                   |
| Personnage                               | Acteur ou actrice |
| Coconier                                 | Amant             |
| Chavarot                                 | Petit Delamarre   |
| Jean Larfaillou                          | Gil-Pérès         |
| Ragufine, bonne                          | Mme Dupuis        |
| Cécile, fille de Coconier                | Mlle Luigia       |